# Ardarik
Ardarik (a korabeli forrásokban Ardaricus, Arcadius vagy Aldigar) az 5. században élt gepida király volt, az Ardariking dinasztia megalapítója. Attila hun király megbízható vazallusaként és szövetségeseként volt ismert. Attila halála (453) és a Nedao menti ütközet után létrehozta az önálló gepida királyságot, ellenőrzése alá vonta a Kárpát-medence keleti felét.

## Gepidia Ardarik előtt
A gepidák korai szállásterülete a gótok szomszédságában, valahol a Visztula vidékén lehetett. I. sz. 269 után jelentek meg a Kárpát-medence északkeleti szögletében királyuk, Fastida vezetésével. Országuk ekkor a Keleti-Kárpátok koszorúján belül lehetett, a Felső-Tisza és a Szamos lápos völgyeiben. Dacia provinciát 271-től kezdve a nyugati gótok szállták meg. A gepidáknak szűk, terméketlen területükről csak bő száz év múlva sikerült kitörniük, mikor a Tisza mindkét partján legalább a Körösökig terjesztették ki országuk határait.
A gepidák i. sz. 447-ben tűnnek fel ismét az írásos forrásokban.

## Attila uralma alatt
Ardarik feltehetően a 440-es években került a gepidák élére. Attila valamennyi vazallus királynál többre becsülte, egyedül ő lehetett jelen a hun fejedelmi tanácsban. Jordenes későbbi tudósítása szerint a catalaunumi csatában „ott volt a gepidák megszámlálhatatlan seregével a leghíresebb király, Ardarik is, aki Attilához fűződő hűsége miatt tanácskozásaiban is részt vett. Az éles elmével mérlegelő Attila ugyanis az összes kiskirályok közül őt kedvelte a legjobban, Ardarikot hűsége és tanácsai tették híressé.”
A gepida sereg a közép-európai Hun Birodalom legerősebb gyalogharcos osztaga volt. Ardarik csapataival kivette a részét Attila 447., 451. és 452. évi hadjárataiban.

## Attila halála után
A Nedao folyó vagy patak melletti csatában az Ardarik vezette gepidák, rugiak, szvébek, szkírek, szarmaták szövetsége győzelmet aratott az Attila fiai által vezette hunok maradékain. Ezen csatára Jordanes szolgáltat adatokat, aki szerint 30 ezer hun és szövetséges csapat esett el, Attila legöregebb fiával, Ellákkal együtt. A középkori becsléseknek azonban nehezen adhatunk hitelt. Ezek után a hunok elhagyták a Kárpát-medencét és visszatértek a keleti sztyeppékre. A csata pontos időpontja (Attila halála után 453, 454 vagy 455-ben) és helye (egyesek szerint a Hernád folyónál, vagy a Száva egyik mellékágánál, esetleg a germán Donau elferdített alakja alapján a Duna mellett lett volna) azonban máig vitatott.
Ardarik a győztes ütközet után erővel birtokba vette a hunok szállásterületeit és egész Daciát. Szövetségre lépett a Keletrómai Birodalommal. A 450-es évek végére Gepidia határai délen az Oltig és az Al-Dunáig terjedtek.
A következő évszázadban, a gepida királyság 567-ben bekövetkezett bukásáig változatlanul Ardarik utódai (Gunderik, Elemund) voltak hatalmon.

## További információ
- Gepidák
- Gepida királyok listája

| Előző uralkodó: nincs adat | Gepida király 447 k. – 455 k. | Következő uralkodó: Gunderit |